# 劲松镇
劲松镇，是中华人民共和国黑龙江省大兴安岭地区松岭区下辖的一个镇。

## 行政区划
劲松镇下辖以下地区：
第一社区和第二社区。